# Прогрес (Корюківський район)
Прогрес — селище в Україні, у Менській міській громаді Корюківського району Чернігівської області. Населення становить 39 осіб (на початок 2011 року). До 2016 року орган місцевого самоврядування — Киселівська сільська рада.

## Історія
У 1919 році було організовано Киселівське торфопідприємство. Поступово воно розвивалося. Свою офіційну назву «Прогрес» артіль з видобутку торфу одержала в 1938 році. До 1950 року керівні установи артілі знаходилися в селі Киселівка, що розташована за 5 км.
Селище засноване на місці хутора Короськи, що засноване 1944 року як поселення торфовидобувного підприємства «Прогрес». Після будівництва селища сюди було перенесено з Киселівки дирекцію підприємства.
Особливо активно велась забудова селища у 1953—1960 роках. Було збудовано електростанцію, їдальню, приміщення клубу, дитсадка, пилораму, пожежне депо, механічну майстерню, початкову школу, жилі двоповерхові будинки, завод з виробництва торфобрикету, водопровід. Від селища до міста Корюківки через болота прокладено вузькоколійну залізницю.
У 1980-х роках автобусне сполучення з райцентром здійснювалось за маршрутом «Мена — Прогрес», що проходив через села Величківку й Киселівку. Автобус курсував декілька разів на день.
Станом на 1 січня 2000 року в селищі проживало 66 сімей (140 мешканців).
12 червня 2020 року, відповідно до розпорядження Кабінету Міністрів України № 730-р «Про визначення адміністративних центрів та затвердження територій територіальних громад Чернігівської області», селище увійшло до складу Менської міської громади.
19 липня 2020 року, в результаті адміністративно-територіальної реформи та ліквідації Менського району, селище увійшло до складу Корюківського району.